# Hagetmau
Hagetmau é uma comuna francesa na região administrativa da Nova Aquitânia, no departamento Landes. Estende-se por uma área de 28,34 km². Em 2010 a comuna tinha 4 786 habitantes (densidade: 168,9 hab./km²).